# Mięsień podgrzebieniowy

Mięśnie podgrzebieniowe zaznaczone na czerwono

Mięsień podgrzebieniowy (łac. musculus infraspinatus) – w anatomii człowieka płaski, trójkątny mięsień należący do grupy mięśni obręczy kończyny górnej, znajdujący się na grzbietowej powierzchni łopatki. Jego przyczep bliższy znajduje się w 2/3 przyśrodkowych dołu podgrzebieniowego łopatki. Częściowo przyczepia się również do przegrody włóknistej oddzielającej go od mięśni obłego mniejszego i obłego większego. Przyczep obwodowy w formie płaskiego ścięgna, częściowo zrośniętego z torebką stawu ramiennego, przyczepia się do powierzchni środkowej guzka większego kości ramiennej.
Unaczyniony jest przez tętnicę nadłopatkową i tętnicę okalającą łopatkę, a unerwiony przez nerw nadłopatkowy C5–6.
Jego funkcją jest odwracanie ramienia (rotacja na zewnątrz). Częściowo wspomaga też podnoszenie ramienia i napina torebkę stawu ramiennego. 